# Bystus coccinelloides
Bystus coccinelloides es una especie de coleóptero de la familia Endomychidae.

## Distribución geográfica
Habita en Colombia.